# Советский патриот (газета)
Сове́тский патрио́т — центральный печатный орган ЦК Добровольного общества содействия армии, авиации и флоту СССР (ДОСААФ).

## История
Основана в 1927 году в Москве. 10 мая 1927 года вышел первый номер газеты под названием «На страже».
В ходе Великой Отечественной войны с октября 1941 по 20 февраля 1942 не выпускалась. С 21 февраля 1942 выходила под названием «Военное обучение», с июня 1942 — «Патриот Родины», с апреля 1953 по март 1956 не издавалась, с 1 апреля 1956 года выходила под названием «Советский патриот».
В 1975 году тираж газеты составлял 500 тыс. экземпляров.
3 мая 1977 года газета была награждена орденом Красной Звезды.
В 1984 году тираж газеты составлял 334 тыс. экземпляров.
25 сентября 1991 года на конференции организаций ДОСААФ РСФСР была создана Российская оборонная спортивно-техническая организация (РОСТО), печатным изданием которой является газета «Патриот».

## Общие сведения
Газета вела социально-ориентированную тематику, постоянно и целенаправленно пропагандировала советский государственный патриотизм, прививала уважение и любовь к истории, культуре, героическим традициям, свершениям Родины, ненависти к врагам, вселяла веру в её светлое будущее.
Освещала практику работы первичных организаций и комитетов ДОСААФ, вопросы начальной военной подготовки молодёжи, военно-технические виды спорта и др. Газета «Советский патриот» постоянно писала о проблемах и достижениях военно-прикладных и технических видов спорта. Газета пропагандировала боевые традиции Советских Вооруженных Сил, знакомила с жизнью армии и флота, вела послевоенный поиск героев войны. На страницах газеты публиковались художественные произведения на военно-патриотические темы.
Ориентировалась на патриотически настроенную молодежь страны, служащих и ветеранов вооружённых сил, правоохранительных органов, войн и труда и др.